# Гербарий Ботанического института РАН
Герба́рий Ботани́ческого институ́та РАН — крупнейший в России гербарий, входит в пятёрку крупнейших гербариев мира. Важнейший источник по флоре России, стран бывшего СССР и ряда других государств. Международный акроним — LE.
Современный гербарий Ботанического института имени В. Л. Комарова РАН (БИН РАН) сложился в результате слияния в 1931 году двух самостоятельных коллекций — гербария Ботанического сада Академии наук и Ботанического музея Академии наук. Объём гербарных коллекций БИН РАН (на 2014 год) составляет 7,12 млн образцов (по Index Herbariorum), в том числе около 6 млн образцов сосудистых растений и 1,12 млн образцов мхов, лишайников и грибов.

## Гербарий Ботанического музея Академии наук
Первые гербарные коллекции в Петербурге накапливались в Кунсткамере (в том числе сборы И. Г. Гмелина, Г. В. Стеллера, И. И. Георги и др.). «Состояние многих этих гербариев было жалкое». Возможно это побудило П. С. Палласа продать свои коллекции за границу, однако, по убеждению Д. И. Литвинова, «кроме своих личных коллекций, которые, в сущности, тоже принадлежали нашей Академии, Паллас продал (добро бы — пожертвовал куда) и существеннейшую часть гербария Академии!» (Литвинов, 1909).
Основателем Ботанического музея считается К. Б. Триниус. Примерно в 1823 г. он выделил все сохранившиеся ботанические коллекции Кунсткамеры в отдельное помещение, начал их разборку. Как самостоятельное учреждение Ботанический музей стал существовать с октября 1835 г.
Директорами музея были К. Б. Триниус (1823—1844 гг.), К. А. Мейер (1844—1855 гг.), Ф. И. Рупрехт (1855—1870 гг.), К. И. Максимович (1871—1890 гг.), С. И. Коржинский (1893—1900 гг.), М. С. Воронин (1901—1902 гг.), И. П. Бородин (1902—1930 гг.), В. Л. Комаров (1930—1931 гг.). В разные годы должность консерватора (ученого хранителя) занимали Г. П. Бонгард (1835—1839 гг.), Ф. И. Рупрехт (1839—1851 гг.), К. Ф. Мейнсгаузен (1851—1896 гг.), Д. И. Литвинов (1898—1929 гг.), Н. А. Буш (1912—1931 гг.), Б. К. Шишкин (1930—1931 гг.), В. А. Траншель (1900—1931 гг., отдел споровых растений).
За время существования гербария Музея в него поступили ценнейшие коллекции, которые собирали (или держали) следующие ботаники:
- А. К. Разумовский (10 тыс. видов, гербарий Ботанического сада в Горенках)
- Маршалл фон Биберштейн (10 тыс. видов)
- К. Б. Триниус (5 тыс. видов злаков)
- А. Шамиссо (12 тыс. видов, 60 тыс. образцов)
- К. А. Мейер (28 тыс. видов)
- С. И. Коржинский (6,5 тыс. образцов из Туркестана)
- Ф. Н. Алексеенко (44 тыс. образцов)
- Н. К. Срединский («6 громадных ящиков весом 86 пудов»)
- Н. И. Пуринг (4 тыс. видов, 8,5 тыс. образцов)
- А. Н. Петунников (6 тыс. образцов)
- И. И. Шираевский (12 тыс. образцов)
- Н. А. Буш и Е. А. Буш (15 тыс. образцов)

В Музее С. И. Коржинским и Д. И. Литвиновым было начато издание эксикат «Гербария русской флоры», продолжающееся в БИН РАН до сих пор. К моменту объединения гербарий музея насчитывал 1,5-2 млн образцов.

## Гербарий Ботанического сада Академии наук
В 1823 г. Медицинский сад (прежде Аптекарский огород) был преобразован в Ботанический, этот год следует считать годом основания Гербария. К 1815 г. в Медицинском саду хранился небольшой гербарий из 6040 видов, принадлежавший Медико-хирургической академии.
Преимущественно путём покупок и организации экспедиций накапливались первые фонды гербария Ботанического сада, однако лишь с 1857 г. отдельные разрозненные коллекции были объединены в общий гербарий (Herbarium generale). Кроме того, были выделены петербургский гербарий (Herbarium petropolitanum), русский гербарий (Herbarium rossicum) и гербарий из ботанических садов (Herbarium hortense). К. И. Максимовичем положено начало японскому гербарию (Herbarium japonicum).
До 1829 г. директор сада Ф. Б. Фишер был единственным ботаником в саду (и в гербарии). Руководителями Гербария после Фишера были: К. А. Мейер (1850—1855 гг.), Э. Л. Регель (1855—1869 гг.), К. И. Максимович (1869—1891 гг.), С. И. Коржинский (1892—1899 гг.), Г. И. Танфильев (1899—1905 гг.), Б. А. Федченко (1905—1931 гг.).
Согласно описи 1850 г. в гербарии содержалось около 500 тыс. образцов, принадлежащих к 50 тыс. видов (Липский, 1913—1915). К 1908 г. в гербарии находилось уже свыше 2 млн образцов 95-100 тыс. видов.
Период с 1871 по 1917 гг. — эпоха многочисленных экспедиций, в том числе Русского географического общества и Переселенческого управления. Гербарные коллекции поступали из путешествий под эгидой РГО Н. М. Пржевальского, П. К. Козлова, В. Л. Комарова. Из экспедиций Переселенческого управления за 8 лет (1908—1915 гг.) поступило 200—500 тыс. образцов.
В 1914 г. в течение двух месяцев происходил перевод фондов гербария (свыше 2 млн листов) в новое четырёхэтажное здание, которое гербарий БИН РАН занимает до сих пор. Здесь же разместилась библиотека. С этого момента размещение коллекций гербария Ботанического сада было произведено по системе Энглера. Изменилась структура гербария, который стал включать 8 отделов: общий, Восточной и Центральной Азии, Европейской России, Кавказа, Туркестана, Сибири, Дальнего Востока, Петроградской губернии, а также справочный и дублетный гербарий.
В гербарий Ботанического сада поступили многие ценнейшие коллекции, которые собирали следующие исследователи:
- Ф. Х. Стефан (7,5 тыс. видов)
- И. Ф. Эшшольц (15 тыс. листов)
- Ф. К. Мертенс (35 тыс. видов, 105 тыс. образцов)
- Л. Ридель (80 тыс. листов из Бразилии)
- И. Шовиц (20 тыс. листов)
- А. Шрадер (10 тыс. видов)
- Н. С. Турчанинов (60 тыс. листов из Забайкалья)
- Ф. Б. Фишер (60 тыс. видов);
- К. Ф. Ледебур (5 тыс. видов, приведенных во «Flora Rossica»)
- Н. М. Пржевальский (15-16 тыс. листов)
- А. Э. Регель (100 тыс. листов)
- Г. Н. Потанин (5 тыс. видов, 22-25 тыс. листов)
- В. И. Роборовский (30 тыс. листов)
- В. Ф. Ладыгин (25 тыс. листов)
- Дж. Гей (более 8 тыс. видов)
- Р. Э. Траутфеттер (4,5 тыс. видов, 50-60 тыс. листов)
- С. И. Коржинский (30 тыс. листов)
- В. Л. Комаров (42 тыс. листов);
- И. Г. Клинге (2 тыс. видов, 12 тыс. листов)
- С. А. Дзевановский (13 тыс. листов)
- В. Н. Сукачёв и Г. И. Поплавская (15 тыс. листов)
- Н. В. Шипчинский (7 тыс. листов);
- Ю. Н. Воронов и др. (10 тыс. листов из Южной Америки)
- Н. П. Иконников-Галицкий (6 тыс. листов)

## Объединенный гербарий Ботанического института
После перевода коллекций Ботанического музея в 1932 г. в здание, где размещался гербарий Ботанического сада, объединенный гербарий стал насчитывать около 4 млн образцов. Основной задачей коллектива Ботанического института стало составление и издание сводки «Флора СССР». Тридцать томов этого издания вышло в 1934—1965 гг., охватив 17 520 видов (22 тыс. страниц, 10 тыс. рисунков на 1 250 таблицах).
Эта работа была прервана войной. В годы блокады некоторые сотрудники гербария остались в осажденном Ленинграде, несколько человек в это время погибло — Н. А. Буш, Н. Ф. Гончаров, Н. А. Иванова, Н. П. Иконников-Галицкий, В. И. Кречетович, Е. Г. Черняковская. Эвакуация фондов гербария не проводилась, но наиболее ценные объекты были перемещены в подвал; часть коллекций была запакована и подготовлена к возможной эвакуации.
Предполагалось, что по итогам работы над «Флорой СССР» коллекции гербария с территории страны должны быть критически переопределены. По ряду причин очень многие авторы обработок отдельных родов и семейств почти не оставили следов своей работы в гербарии.
В 1930-х гг. начато выделение из основных фондов типовых образцов — наиболее ценной части коллекции, однако после долгого перерыва эта работа была продолжена лишь в 1959—1960 гг.
К 1968 г. коллекции гербария насчитывали 4,4-4,5 млн образцов (без учета неразобранных коллекций) и состояли из 6 отделов:
- европейской части СССР (750—800 тыс. листов);
- Кавказа (300 тыс. листов);
- Сибири и Дальнего Востока (300 тыс. листов);
- Средней Азии (750—800 тыс. листов);
- Восточной и Центральной Азии (300 тыс. листов);
- общий гербарий (2 млн листов).

В 1970—1980-е гг. размах экспедиций был по-прежнему достаточно большим. Шла работа над «Флорой европейской части СССР», «Арктической флорой», «Растениями Центральной Азии». В 1990—2000-е гг. пополнение коллекций замерло, но было начато сканирование коллекций. Впрочем, по этому показателю гербарий БИН далеко отстает от ведущих гербариев мира. В последние десятилетия велась также работа над «Конспектом флоры Кавказа», «Флорой Восточной Европы», каталогами типов.
В послевоенное время деятельность гербария связана с многолетней плодотворной работой многих выдающихся ботаников — В. И. Грубова, Т. В. Егоровой, С. Ю. Липшица, А. Л. Тахтаджяна, А. И. Толмачева, Н. Н. Цвелёва, С. К. Черепанова, Б. А. Юрцева и других.